# María Carolina Arnal
María Carolina Arnal (Caracas, 12 de octubre de 1960) es una diseñadora gráfica venezolana.

## Biografía

### Vida y obra
Realizó estudios en el Instituto de diseño de la Fundación Neumann (1978-1982) y cursos de filosofía en la UCV, los cuales no concluyó. Fue diseñadora gráfica de la GAN, donde llevó a cabo una importante labor en el Departamento de Publicaciones (1982-1985). Diseñadora asociada de ABV Taller de Diseño desde 1986, ha desarrollado la imagen corporativa de numerosas empresas e instituciones, publicaciones en general, investigaciones en el campo visual y realización de promociones.
Entre sus trabajos más relevantes se pueden resaltar los libros:
- Un siglo de flores (Caracas: Ateneo de Caracas, 1988). ´
- La flor imaginaria (Caracas: Grupo Unión-Ateneo de Caracas, 1989).
- Mares (Caracas: Grupo Unión-Ateneo de Caracas, 1990).
- Fiestas tradicionales de Venezuela (Caracas: Fundación Bigott, 1991).
- La pesca artesanal en la costa Caribe de Venezuela (Caracas: Fundación Bigott, 1994).
- El pan nuestro de cada día (Fundación Bigott, 1995).

## Premios
Entre sus galardones más importantes destacan:
- 1989 Diploma de honor, “Exposición internacional del arte del libro”, Leipzig, Alemania.
- 1990 Mención, Grafinal, Brasil.
- 1991 Premio ANDA, mención libro del año, Caracas / Premio Gráfico Nacional, categoría libro tapa dura, Asociación de Industriales de las Artes Gráficas de Venezuela, Caracas.
- 1993 Mención, categoría mejor libro ilustrado, Fundalibro.
- 1995 Premio Mejor Libro del Año 1994, categoría libro divulgativo, mención diseño, Fundalibro.
- 1996 Premio Mejor Libro del Año 1995, categoría libro ilustrado, mención diseño, Fundalibro.
- 1997 Mención honorífica, I Bienal de Artes Visuales del Mercosur, Porto Alegre, Brasil.
- 1998 Reconocimiento (a ABV Taller de Diseño) por la calidad de sus publicaciones, Cenal.